# Popelka (Rozkošný)
Popelka je nejznámější opera (zpěvohra) o třech dějstvích Josefa Richarda Rozkošného na libreto českého spisovatele a hudebního kritika Otakara Hostinského. Byla napsána v letech 1880–1884 a poprvé byla uvedena dne 31. května 1885 v Národním divadle v Praze. Je to zároveň první česká pohádková opera.

## Vznik a historie díla
Po úspěchu své druhé opery Svatojanské proudy (1871) procházel skladatel Josef Richard Rozkošný dlouho krizovou periodou: jeho velká tragická opera Záviš z Falkenštejna (1877) byla fiaskem u obecenstva i kritiky a obě následující opery, Pytláci a Alchymista, ani nebyly přijaty k provozování. Štěstěna se obrátila, když se Rozkošnému dostalo do rukou libreto Otakara Hostinského podle známé pohádky.
Látka Popelky (přestože je kritika označovala za „v pravdě tuto národní báchorku naši“) byla celoevropsky známá, nejvíce v literárním ztvárnění Charlese Perraulta a jeho četných adaptacích, a to i divadelních. Z řady operních děl na totéž téma byla v českých zemích známa zejména Popelka (Cendrillon) Nicolase Isouarda – její libreto sloužilo Hostinskému jako přímý podklad – a Popelka (La Cenerentola) Gioacchina Rossiniho. V době premiéry Rozkošného opery však mělo pražské obecenstvo v nejlepší paměti operetu Javotte aneb Popelka bostonská Émila Jonase, populární v 70. letech 19. století. Popularita Rozkošného verze v českém prostředí poněkud vytlačila o něco pozdější operu Popelka (Cendrillon) Julese Masseneta, která jinak byla koncem 19. století v Evropě velmi populární.

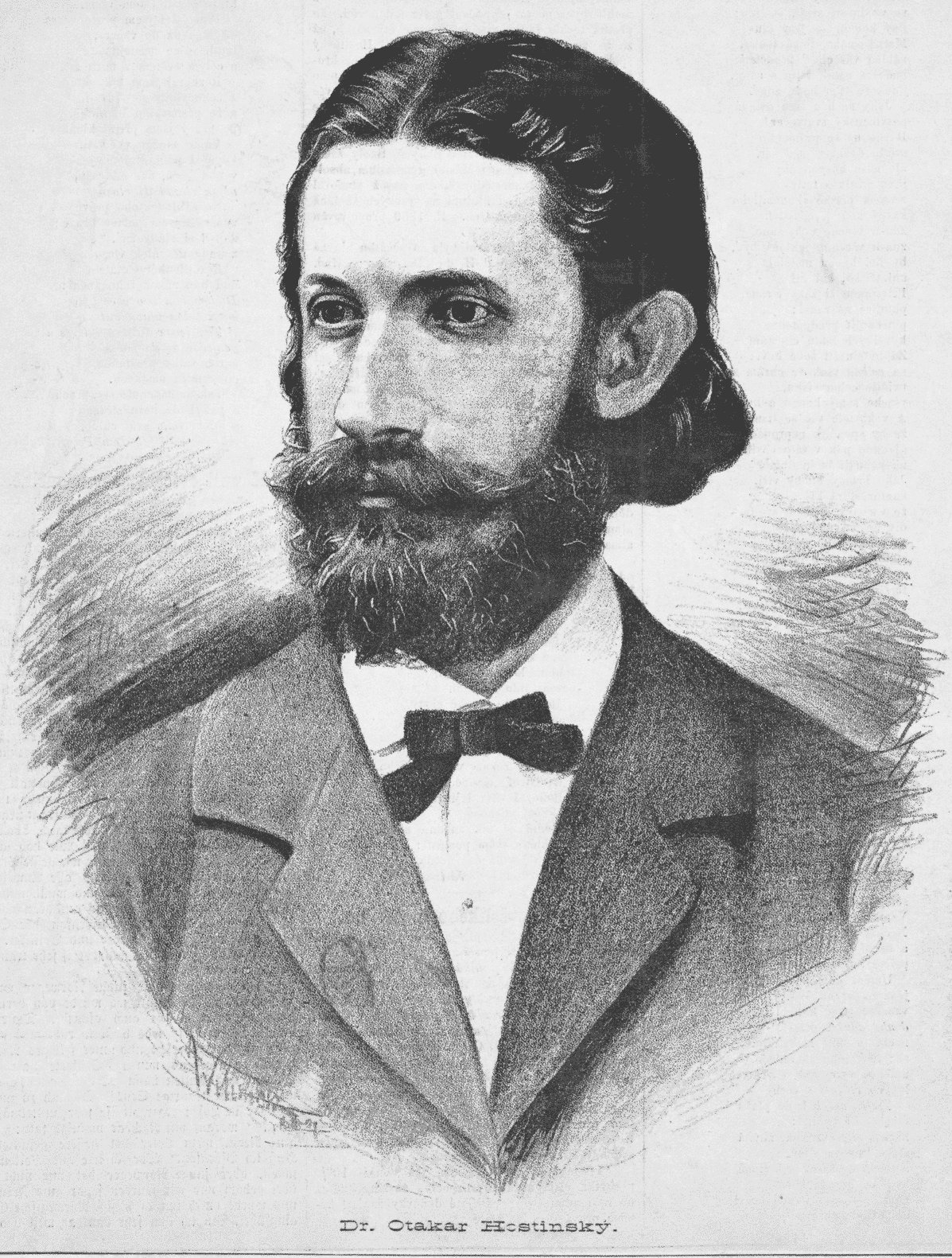
Libretista Popelky Otakar Hostinský (portrét Jana Vilímka).

Z Rozkošného oper tato jediná byla napsána na umělecky hodnotný a dramaticky účinný text, který navíc dokonale vyhovoval skladatelově lyrickému slohu a prosté a lehké melodice. Podle hudebního vědce Františka Paly Rozkošnému „dala umělecká předloha tak silné podněty, že na hudbu k Popelce nenapsal ušlechtilejší ani působivější. I v ní zůstává sice líbivým eklektikem směru Gounodova, avšak je to líbivost tlumená vkusem a jemností.“ Přitom zde skladatel, i pod vlivem předlohy, značně změnil svůj styl (učinil „statný krok ku předu“) ve směru k zásadám hudebního dramatu: partitura je v podstatě prokomponována a obsahuje jen málo uzavřených čísel. Ani v této opeře Rozkošný nevyužívá národně charakteristickou hudbu, výjimkou je jen česky znějící píseň Popelky „Měla jsem matičku milovanou“ se zřejmými názvuky na Smetanovu píseň „Letěla bělounká holubička“ z opery Hubička.
V rámci české operní tvorby zaznamenala Rozkošného Popelka několik prvenství: nejen že se poprvé a hned s velkým úspěchem dostala na jeviště ryzí pohádka, ale také se zde objevil v nebývalé míře balet. Velký balet na téma „čtyř ročních období“ ve druhém dějství nejen překonává všechny dosavadní taneční čísla v českých operách svým objemem (trvá asi tři čtvrtě hodiny a zabírá plných 376 taktů partitury, tj. většinu 2. dějství), ale tvoří umělecké těžiště díla a současně jeho u obecenstva nejoblíbenější část.
Popelka byla jednoznačně nejúspěšnějším Rozkošného dílem. Již první kritiky hovořily o ve vojenských příměrech o tom, že Popelka „dobyla sensačního úspěchu“ a „zvítězila na plné čáře“. Divadlo bylo ještě před premiérou vyprodáno a premiéra patřila mezi dobově nejbouřlivější, skladatel mimo jiné obdržel „čtyři skvostné věnce“. Všeobecně se líbily nové kostýmy a dekorace, režie a ovšem choreografie („velmi vhodné uspořádání baletů“, „dojem jest vskutku úchvatný“). Bezprostředně pod vlivem tohoto úspěchu byl choreograf Augustin Berger jmenován definitivně baletním mistrem Národního divadla a stal se zakladatelem české choreografie. Úspěch baletu v Popelce také podnítil vedení Národního divadla k tomu, aby do repertoáru zařadilo celovečerní balety, jež dosud české divadlo neuvádělo; prvním z nich byl ještě roku 1885 Excelsior na libreto Jaroslava Vrchlického a hudbu Romualda Marenca.
I novinová kritika se zaměřovala na výpravné stránky díla, méně na samotné libreto a hudbu. Všeobecně bylo uznáváno Hostinského dílo, „báseň značné poetické hodnoty“, hudební stránka byla popisována s větší rezervou jako „melodická hudba s bohatou vtíravou lyrikou, mnoha vděčnými zpěvními momenty a dobře vypočítanými instrumentálními efekty“. Rozkošný jeví „zdravý vkus“ a „důkladné vzdělání“ a povětšinou zdařilá charakteristika, přirozený melodický proud a svěží a vkusná instrumentace jsou „z části náhradou za menší vlastní vynalézavost skladatelovu“. Z jednotlivých částí byla vyzdvižena krátká předehra uvádějící příznačný motiv tajemného pocestného, baletní hudba z 2. dějství projevující „delibesovský esprit“ a následující duet Popelky a prince, v němž byl hledán ohlas Thomase a Gounoda. Méně chvály získalo první dějství, zejména pro určitou zdlouhavost jdoucí na účet skladatele spíše než libretisty (zbytečné opakování slov a instrumentální mezihry), třetí dějství pak „působí poněkud mdle“.
Rozkošného Popelka patřila mezi nejúspěšnější domácí opery provozované v Národním divadle před první světovou válkou. Často se hrála na odpoledních rodinných představeních. První inscenace dosáhla do roku 1891 40 provedení, další nastudování následovala v letech 1902-05 (19krát) a 1908-12 (11krát). Dostala se na program i obou ostatních českých profesionálních divadel, totiž Národního divadla v Brně roku 1901 a Městského divadla v Plzni o rok později. Po první světové válce však již byla považována za zastaralou a její uvedení byla raritou (Moravská Ostrava 1923). Převládl názor, že se (slovy hudebního vědce Johna Tyrrela) jedná o „konvenční kus s malou psychologickou hloubkou“ a s „přitažlivou, ale povrchní hudbou“.
Libreto Popelky bylo vydáno tiskem ještě před premiérou roku 1884, po premiéře vyšly též směs melodií a výňatky z opery v klavírním výtahu.

## Osoby a první obsazení
| osoba | hlasový obor | premiéra (31. 5. 1885) |
| --- | ------------ | ---------------------- |
| Princ | tenor        | Antonín Vávra          |
| Radoslav, bohatý zeman                                                                                            | bas          | Karel Čech             |
| Běla, jeho dcera                                                                                                  | soprán       | Ema Maislerová         |
| Milada, jeho dcera                                                                                                | soprán       | Hana Cavallarová       |
| Popelka, jeho dcera                                                                                               | soprán       | Marie Laušmanová       |
| Dvorní maršálek                                                                                                   | tenor        | Václav Soukup          |
| Pocestný | baryton      | Bohumil Benoni         |
| Hlasatel | bas          | Václav Mikoláš         |
| Hosté princovi, dvořanstvo, pážata, lid                                                                           |              |                        |
| Dirigent: Adolf Čech, režie a kostýmy: František Karel Kolár, choreografie: Augustin Berger, scéna: Robert Holzer |              |                        |

## Děj opery

### 1. jednání

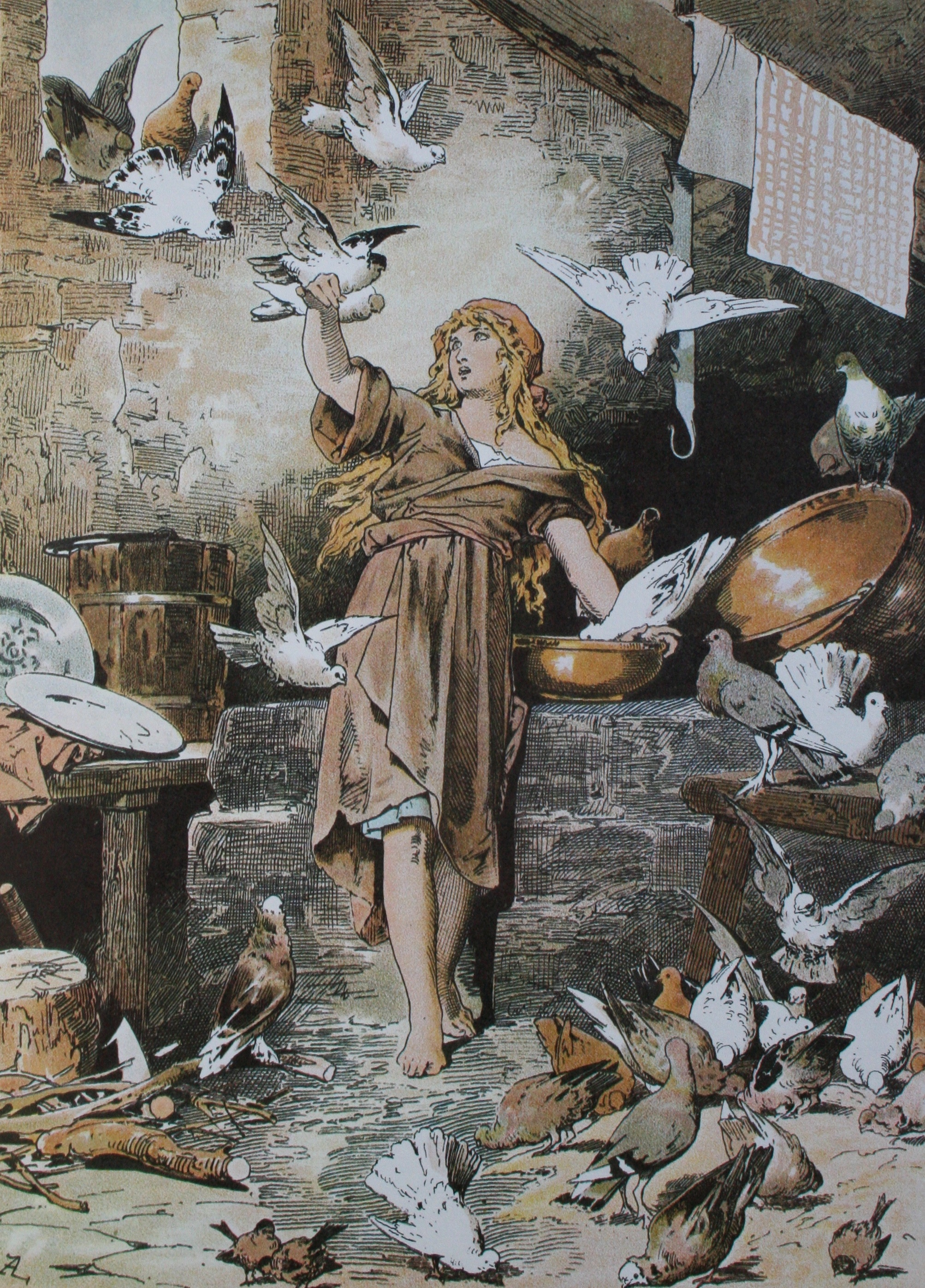
Popelka, ilustrace Alexandra Zicka

(Síň v domě Radoslavově) Radoslavovy dvě starší dcery, Běla a Milada, se fintí na ples u prince. Obě prohánějí žádostmi o nejrůznější služby nebohou třetí sestru, Popelku, a přitom ze žárlivosti začnou vzájemnou hádku (tercet Jehlu do vlasů mi podej!). Jejich otec se je snaží uklidnit a sám se těší, že jistě jedna z jeho obou krásných dcer se stane královnou (zpěv Radoslava Ticho, ticho, dítky milé!). Jen s obtížemi se mu podaří upokojit hašteření Běly a Milady a všichni tři jsou na odchodu. Popelka, dosud posluhující či stojící stranou, prosí, aby mohla jít s nimi – ne na ples samotný, ale jen aby mezi služebnictvem v koutě se mohla dívat. Ale otec jí to odepře: její místo je jen v domácnosti.
Radoslav a jeho dvě dcery na odchodu potkají chudého pocestného. Ten je zdvořile žádá o nocleh, ale oni ho hrubě odmítají a otec ukládá Popelce, aby žebráka nepouštěla dovnitř. Popelka se neodváží vzepřít otcovu rozkazu, ale alespoň zve pocestného na malé pohoštění. Pocestný je potěšen její přívětivostí a překvapen, když se dozvídá, že její otec je pánem domu. Získá si Popelčinu důvěru a ta mu vypráví, že musí zůstávat doma, protože „je škaredá a hloupá a nemá žádných způsobů“. Jak ráda by přitom viděla dnešní bál. Na starcovu otázku vzpomíná na svou nebožku matku (árie Popelky Ó věřte mi, že otec dobrý jest… Měla jsem matičku milovanou). Pocestný se na to dává poznat – není chudý žebrák, má kouzelnou moc a Popelce od její nebožky matky přináší prsten (zpěv Pocestného Já nejsem chud a stár a sláb, jak mníš… K tobě, dívko, zavítal jsem). Popelka se těší nad památkou po matce (árie Vítej mi, ty milý kroužku).
Když Pocestný odejde, Popelčiny myšlenky se opět vracejí k plesu. Políbí prsten a náhle se její domácí oděv promění v nádherný plesový šat a objeví se pážata s bílým ořem, aby ji doprovodila do princova zámku (finále – scéna Popelky Jsem sama opět… byl to pouhý sen a sbor pážat Tobě, vzácná paní, v pokoře se klaníme).

### 2. jednání
(Zahrada u princova zámku) Zámečtí hosté hodují, zpívají a tančí; když se objeví princ, provolávají mu slávu (sbor Jakých to rozkoší bujarý kvas). Princ vítá své hosty: poprvé od smrti svého otce koná slavnost, k níž sezval všechny výtečníky svého panství. Ale tento ples má ještě jeden zvláštní účel: princ si hodlá již zítra vzít za ženu dívku, která jej dnes nejvíce okouzlí (princova árie Vítejte mi, hosté rozmilí… Však jiná ještě sladká touha). Poté vítá některé přítomné, mezi nimi i Radoslava. Dvoří se jeho dcerám, ale ty jsou v přílišných rozpacích. Maršálek hlásí princi, že přibyla neznámá, bohatě oděná krasavice, a princ ihned odchází. Radoslav kárá své dcery, že nevyužily příležitosti.
Princ se zatím setkává s Popelkou. Je ohromen její krásou i skromným chováním a odvádí ji ihned po svém boku k trůnu (duet Mně vítána buď, paní vznešená). Odtud sledují oba slavnostní průvod s taneční pantomimou na téma čtyř ročních období. Poté vyzve princ své hosty, aby se podle libosti věnovali hodování či tanci. Sám vyznává lásku neznámé a ptá se po jejím jménu, ale to mu Popelka nemůže říci. Ač princi přislibuje svou lásku, s půlnocí se vymkne z jeho náručí a prchá ze sálu (duet Ó zůstaň! Zůstaň chvíli jen… Ó čarovná ty krásná chvíle).
Hosté se vracejí a Radoslav připíjí princi. Ten jim oznamuje, že jeho ženou se má stát ona neznámá dívka, jež právě zmizela. Maršálek princi přináší střevíček, který kráska ztratila, když vyskakovala na svého oře. Princ prohlašuje, že „ta, jíž ten střevíc právem náleží, buď chotí mou a vaší královnou“ (finále Náš jasný pane, vznešený s vyprávěním prince Ó díky, díky, milí přátelé a sborem Sláva Tobě, jasný kníže).

### 3. jednání

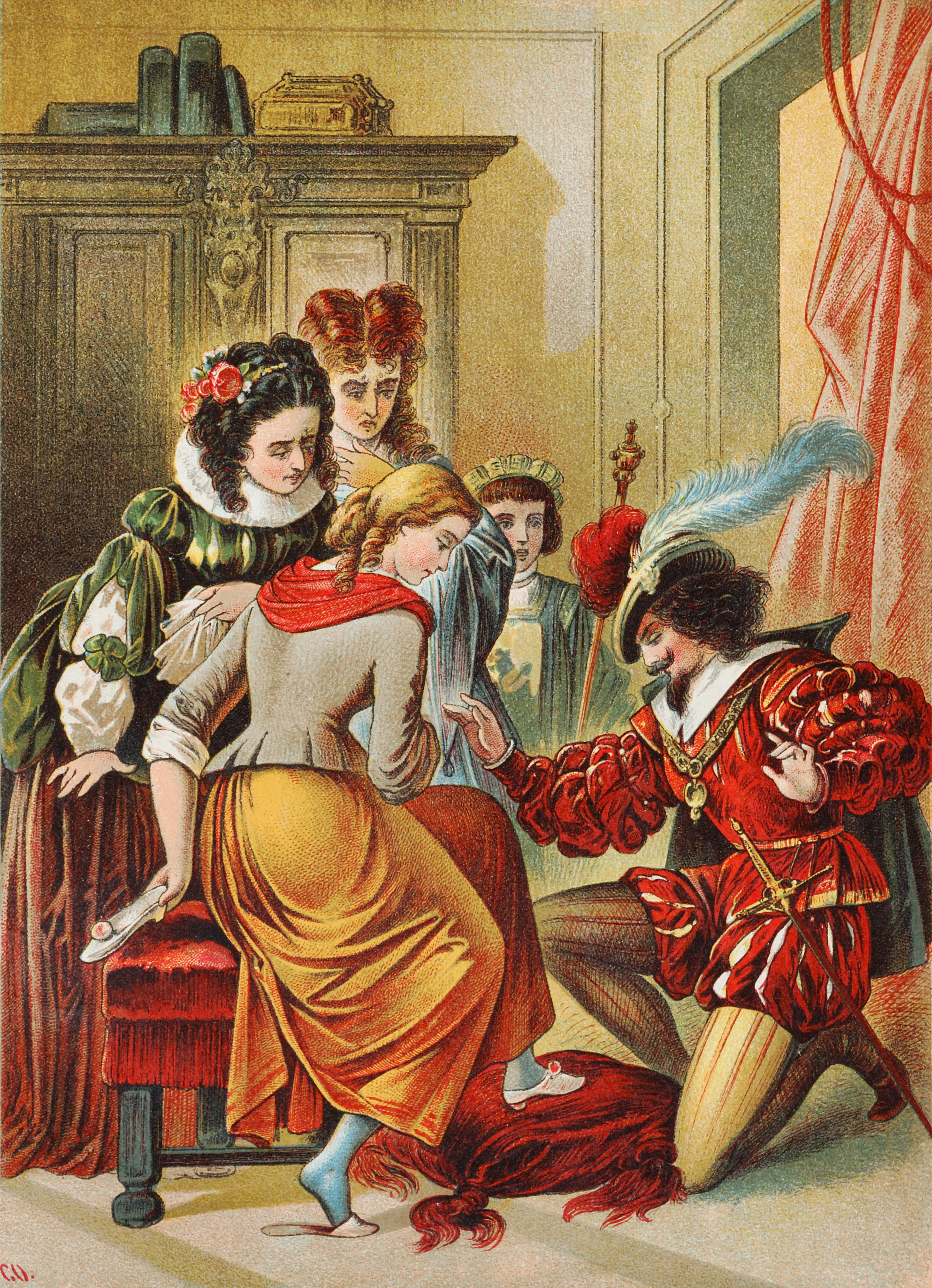
Zkoušení střevíčku. Ilustrace Carla Offterdingera.

(Nádvoří před domem Radoslavovým) Popelka přebírá hrách a přitom se rmoutí nad nalezeným a opět ztraceným štěstím (árie Ne, ne! Já raděj' zapomenu vše!... Poznala jsem blaho lásky). Z plesu se vrací rozčarovaný Radoslav s Popelčinými sestrami. Radoslav lamentuje nad zrádným osudem svých ubohých dcer (árie a kvarteto Ó děti, děti, mějte rozum přec). Z jejich hovoru a otcova vyprávění se Popelka dozvídá, jak je princ zamilován do neznámé dívky, jež zanechala po sobě jen střevíček, a je tou zprávou velmi potěšena. Hlasatel má nyní neznámou úředně obeslat. Popelka otce a sestry utěšuje: jestli to byla kouzelnice, jistě se dnes nevrátí a princ si bude muset zvolit někoho jiného – například Miladu či Bělu. Povzbuzený otec a sestry se vydávají na náměstí, kam hlasatel svolává obyvatele města. Popelka by rovněž ráda odešla, ale musí přebírat hrách. Tu se na hrách začnou slétat holubi a dělat práci za ni; Popelka může odejít (árie Pro mne slova nemají… Holoubkové roztomilí).
(Proměna – Prostranné náměstí) Lid se sbíhá na náměstí a vyhlíží, zda se na princovu výzvu přihlásí tajemná cizinka (sbor Dáno již znamení). Podvakráte hlasatel, potřetí sám princ vyzývá vzácnou a vznešenou cizí paní, aby předstoupila, ale marně (hlášení hlasatele, prince a sboru Dle starých práv a zvyků prohlášením). Poté maršálek vyhlašuje, že kterákoli panna v říši může vyzkoušet střevíček; ta, které padne, se stane princovou chotí. Dvě dívky se pokusí si střevíček obout, ale bez úspěchu – je jim příliš malý (zpěv maršálka Náš nejjasnější pán a princ, sbor Jedna, hle, se odvážila). Tu přichází chudě oblečená prostá dívka, v níž jen Radoslav. Běla a Milada poznávají Popelku. Ke všeobecnému údivu jí střevíček padne jako ulitý a i princ v ní nakonec poznává krásku ze včerejšího večera. Popelka se navíc prokazuje druhým střevíčkem a konečně i celým plesovým šatem, dosud ukrytým pod šedou kutnou. Princ je překvapen, že Popelka je dcerou jemu známého Radoslava. Popelka vysvětluje příhodu s kouzelným prstenem od matičky, nabízí otci i sestrám mír a princ ji odvádí na trůn jako svou choť. Lid jásá a zdraví novou královnu (finále Nastojte! Hle, prostá dívka).